# Wolframitgrube Pechtelsgrün
Die Wolframitgrube Pechtelsgrün war eine Grube einer Lagerstätte im vogtländischen Pechtelsgrün. Zwischen 1934 und 1969 wurde hier Wolframerz abgebaut.

## Geologie
Die Pechtelsgrüner Lagerstätte besteht aus einem Gangzug, der im mittelkörnigen Kirchberger Granit, ein Biotit-Monzogranit, aufsetzt. Der Gangzug streicht mit 150° und fällt mit 45–70° nach NW ein. Er befindet sich über einem kuppelförmig aufgewölbten feinkörnigen Granitstock. Er besteht aus mehreren parallelen zwei Meter mächtigen Greisenzonen mit erzführenden Quarztrümern mit einer Mächtigkeit von einem Meter. Durch drei übersetzende Störungen wird der Gang in drei Abschnitte unterteilt. Im Zentralabschnitt war die Vererzung am besten ausgebildet. Die Nordstörung streicht mit 20° und fällt mit 75° nach NW ein. Auf der 50-Meter-Sohle durchsetzt sie die Lagerstätte bei etwa 240 Meter nördlicher Entfernung vom Schacht. Die Südstörung streicht mit 50° und fällt mit 65° NW ein. Auf der 50-Meter-Sohle durchsetzt sie die Lagerstätte bei etwa 205 Metern. Eine zweite ca. 550 Meter vom Schacht im Süden gelegene Störung streicht mit 5° und fällt mit 55°W ein. Sie ist die Gangendschaft im Süden. Die nördliche Gangendschaft wurde auf der 100-Meter-Sohle überfahren und befindet sich ca. 710 Meter vom Schacht entfernt. Im Süden und Norden trümerte die Gangschaar auf und vertaubte. Während die Erstreckung des Ganges von 1270 Metern an der Erdoberfläche auf 990 Meter auf der 350-Meter-Sohle abnahm, blieb der vererzte Teil mit einer Erstreckung von ca. 900 Metern über die gesamte Teufe nahezu gleich. Im Übergangsbereich zum feinkörnigen Granit ist unterhalb der 400-Meter-Sohle eine ca. 70 Meter mächtige Aplitzone ausgebildet. Zwischen der 350- und der 400-Meter-Sohle wurde ein Greisenkörper angefahren. Die Gangzone wurde bis in Höhe der 100-Meter-Sohle kuppelförmig über dem Innengranit hydrothermal überprägt.

## Mineralisation
- Gangtrümer: Wolframit, Molybdänit und Pyrit. In der hydrothermal überprägten Zone treten Hämatit, Ferberit, Pyrrhotin, Sphalerit, Chalkopyrit, Galenit, Bismut, Bismuthinit und Emplektit. Der Galenit enthielt bis 0,04 % Silber.

- Ganggreisen: Kassiterit, Molybdänit, Wolframit und Pyrit. Daneben treten Apatit, Zirkon und Turmalin auf.

- Greisenkörper: Pyrit, Pyrrothin, Wolframit, Scheelit, Molybdänit und Chalkopyrit.

Die Erzzusammensetzung der Lagerstätte verändert sich nach der Teufe. Während die Hauptminerale Wolframit und Molybdänit ab der 230-Meter-Sohle abnehmen steigt der Gehalt an Pyrit und Scheelit an.
Weitere, allerdings geringmächtige und unbauwürdige Gangzüge wurden als Fortsetzung der Gangzone Pechtelsgrün südöstlich bei Stangengrün, Röthenbach und Plohn erschürft.

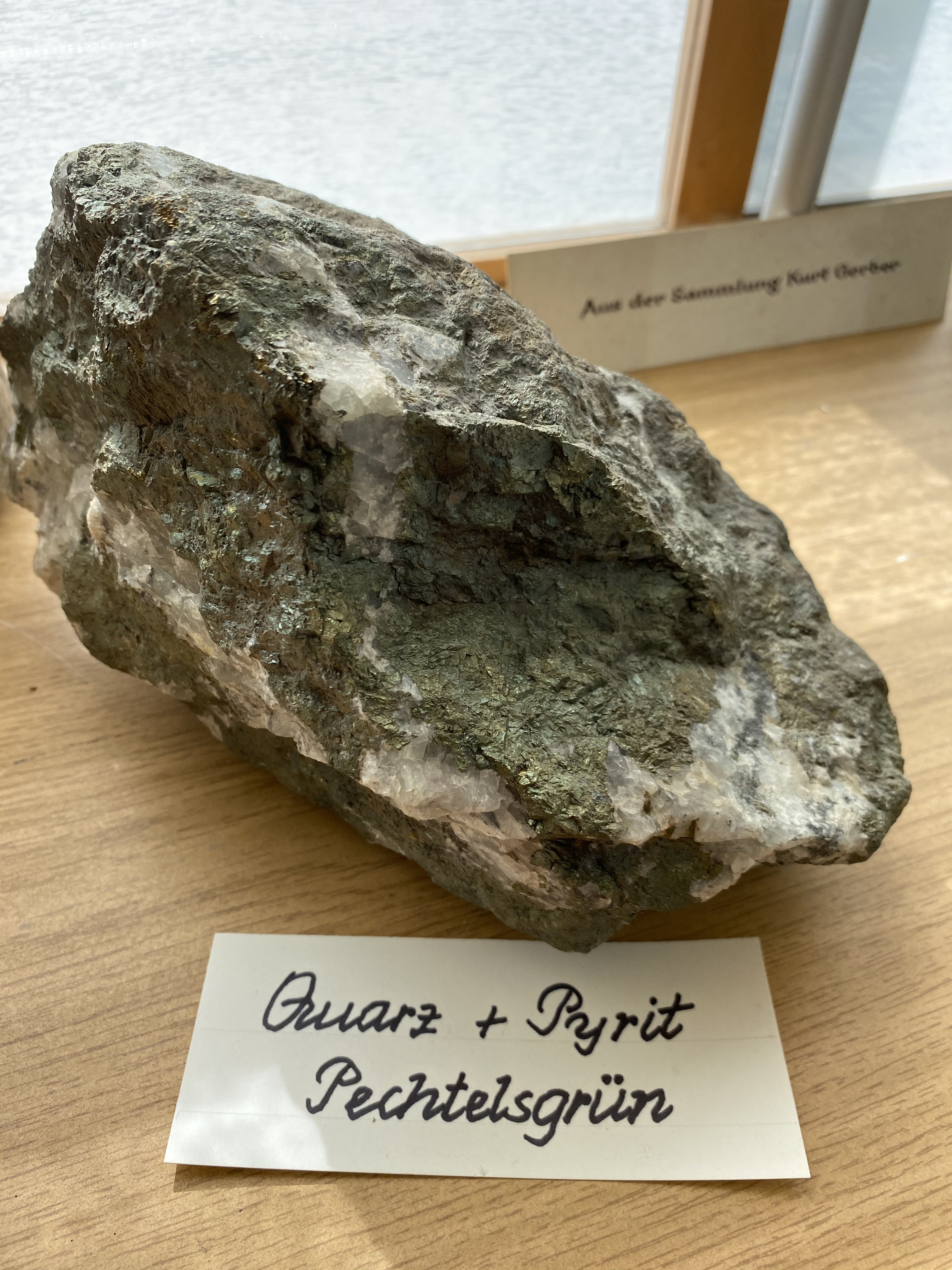
Quarz mit Pyrit (2020)
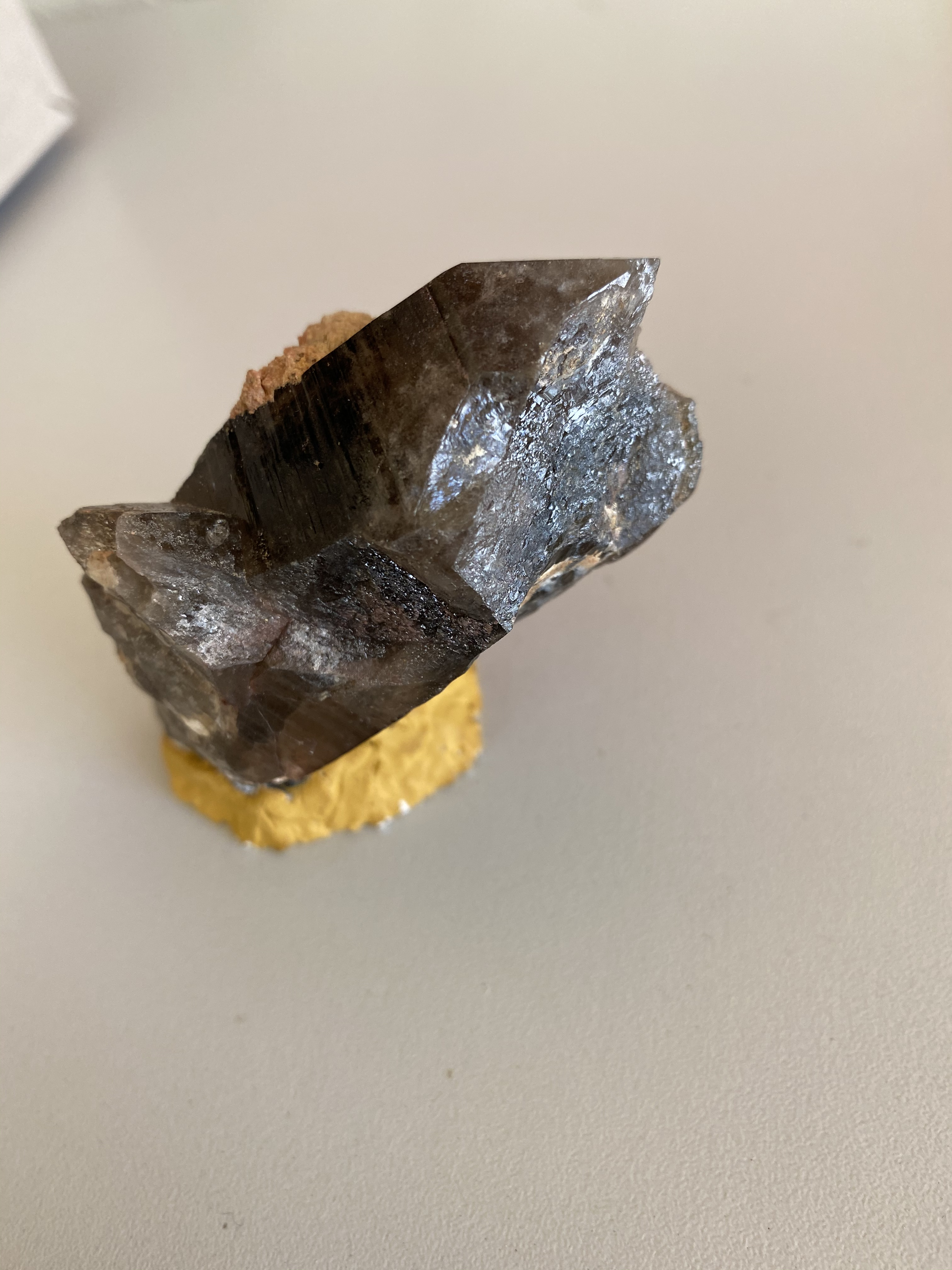
Rauchquarz (2020)
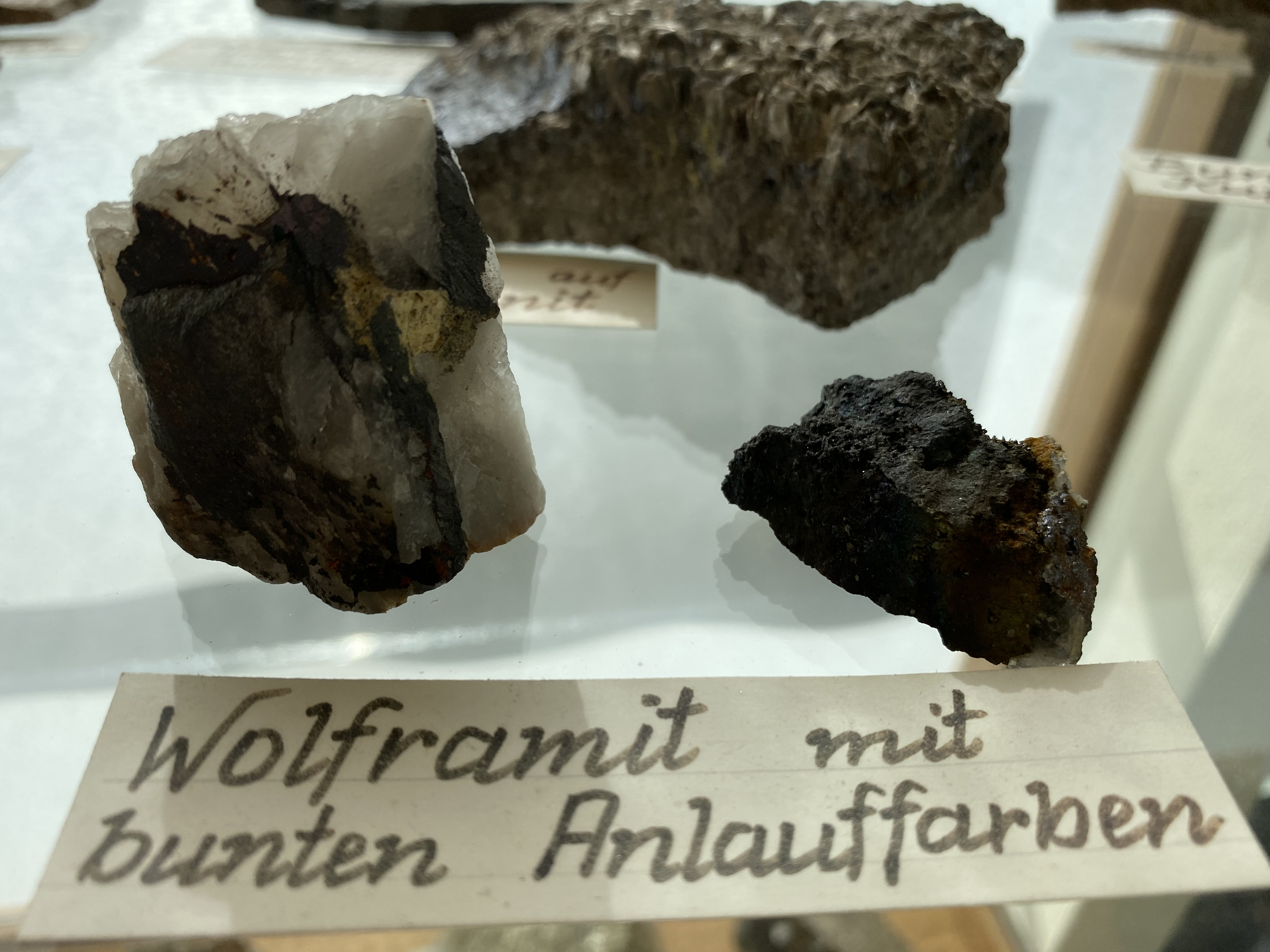
Wolframit (2020)
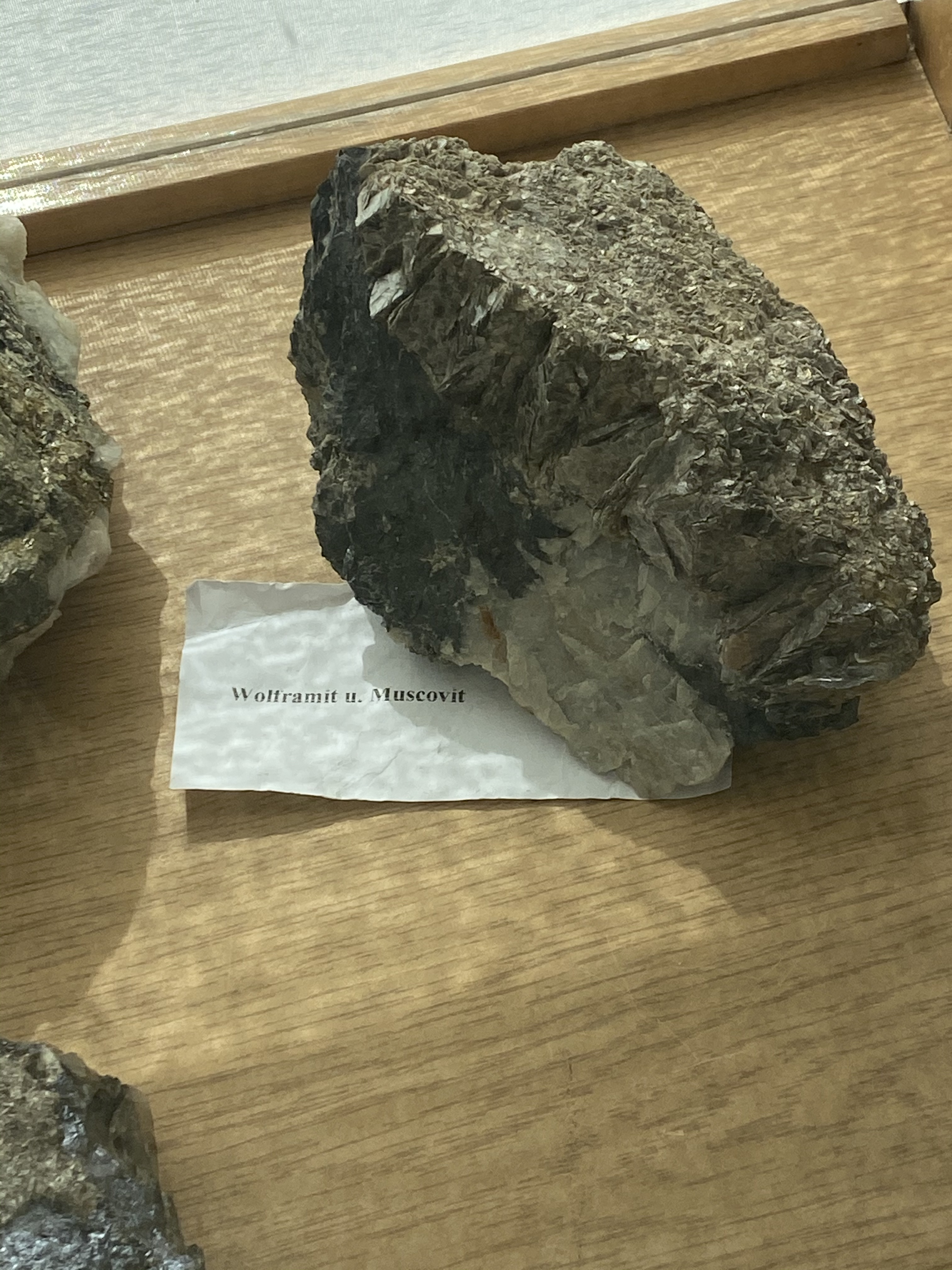
Wolframit und Muscovit (2020)
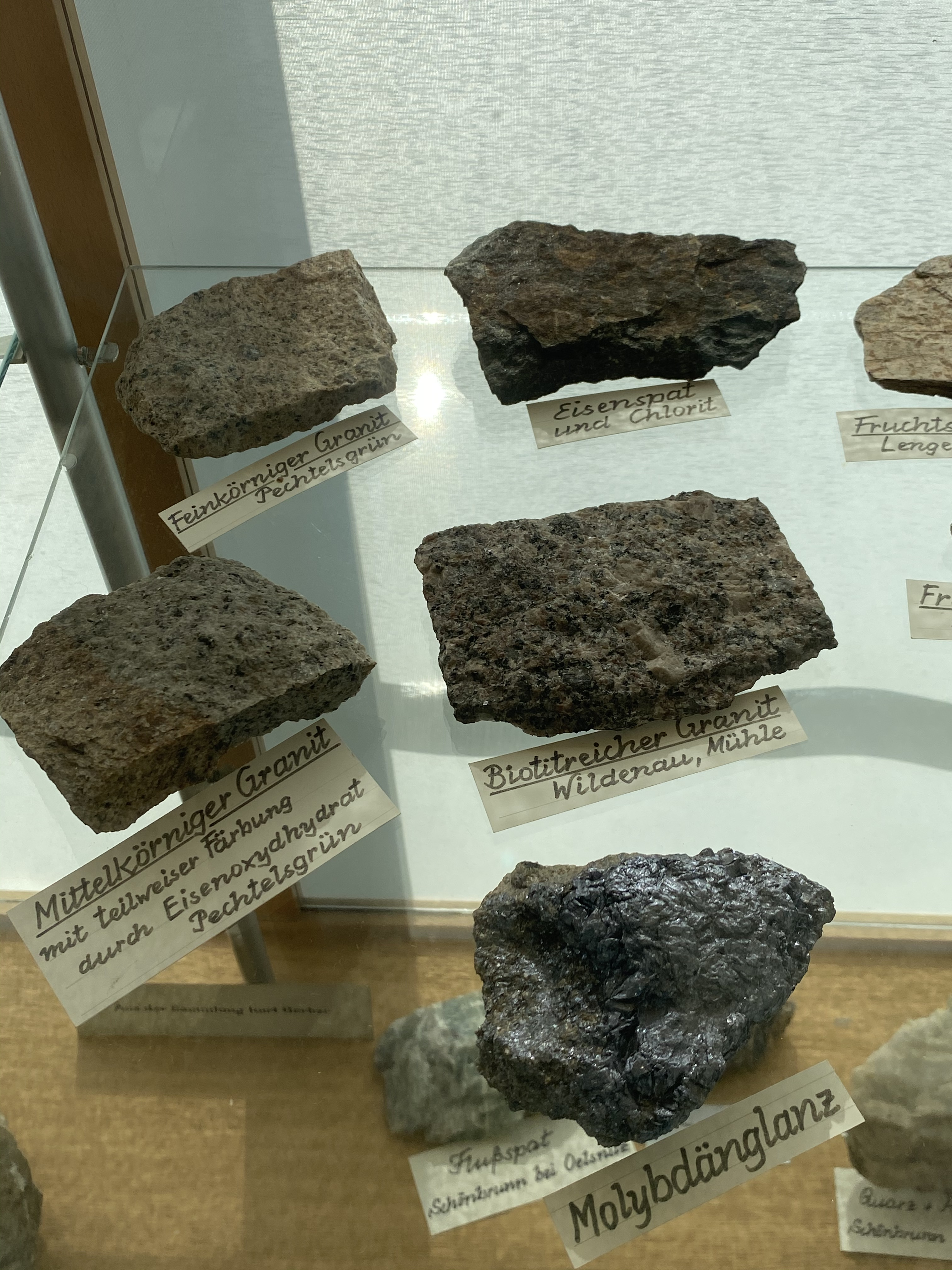
Molybdanglanz und Granit (2020)

Teile der Mineraliensammlung von Kurt Gerber können im Stadtmuseum Lengenfeld besichtigt werden.

## Geschichte

### Der Bergbau bis 1945
Die Entdeckung der Lagerstätte ist dem Kunstzeichenlehrer Kurt Victor Gerber zu verdanken. Der aus Mylau stammende Gerber trat seine Stelle als Lehrer in Lengenfeld am 1. September 1921 an. Der Heimat- und Naturforscher entdeckte 1926 im Schotter der Straße von Pechtelsgrün nach Stangengrün Wolframitreste. Nach intensiver und systematischer Suche entdeckte er 1933 auf dem Höllberg einen Quarz/Wolfram-Gang. Seine Entdeckung teilte er dem in Eich wohnhaften Obersteiger Ewald Koch mit. Dieser mutete 1933 ein Schurffeld unter dem Namen Neue Hoffnung zu Pechtelsgrün. Im Sommer 1934 wurden die Schürfarbeiten aufgenommen. Sie erfolgten im Bereich alten Bergbaus. In zwei alten Pingen wurden Gesenke niedergebracht. Dabei folgte man auch einem alten tonnlägigen Schacht von 20 Metern Teufe. Der Erzgang wurde auf einer Länge von 400 Metern im Streichen und 30 Meter im Einfallen nachgewiesen. Alle Arbeiten erfolgten unter der Aufsicht der Lagerstätten-Forschungsstelle des Oberbergamtes Freiberg. Aufgrund der guten Ergebnisse sollte Ende 1935 mit dem Abbau begonnen werden.
Am 1. September 1934 wurden die Preise des deutschen Metallmarktes vom Weltmarkt abgekoppelt. Im Zeichen der Autarkiebestrebungen des Deutschen Reiches gewährte der Reichsbankpräsident Horace Greeley Hjalmar Schacht die Preissicherung für kriegswichtige Metalle wie Wismut, Kobalt, Zinn und Wolfram. Die Differenz zwischen den Gestehungskosten und dem Weltmarktpreis wurde in Form von Förderprämien gezahlt.
Am 16. Oktober 1935 wurde die Gewerkschaft Vereinigung zu Leipzig, mit Sitz in Halle gegründet. Koch brachte das Grubenfeld in die Gesellschaft ein und wurde stellvertretender Betriebsleiter. Vorstandsvorsitzender war ein Herr Lehmann aus Halle. Die 100 Kuxe der Gewerkschaft verteilten sich wie folgt.
- 33 Kuxe Hermann C. Starck Aktiengesellschaft mit Sitz in Berlin
- 33 Kuxe Elektro-Metallurgie Dr. Heinz Gehm m.b.h Zweigbetrieb der Vereinigte Stahlwerke
- 33 Kuxe I.G. Farben
- 1 Kux die Gewerkschaft selbst

Die Belegschaftsstärke betrug in diesem Jahr 6 Mitarbeiter.
Am 2. Dezember 1935 wurde mit der Teufe eines Schachtes begonnen. Die Schachtscheibe hatte ein lichtes Maß von vier Metern. Bei einer Teufe von 54 Metern wurde die 1. Sohle bei 50 Metern Teufe angeschlagen und 1936 über einen Querschlag der Erzgang angefahren. Von den 320 Metern der im Gang aufgefahrenen Strecke waren 245 Meter erzführend.
1937 wurde eine Teufe von 105 Metern erreicht und bei 100 Metern die 2. Sohle angeschlagen. Die geförderten 2993 t Erz mussten aufgehaldet werden, da es noch keine Aufbereitungsanlage gab. Die Belegschaftsstärke war auf 28 Mann gestiegen.
1938 wurden die untertägigen Arbeiten nach der Förderung von 684 t Erz eingestellt. Offensichtlich war der Baufortschritt der übertägigen Anlagen und der Aufbereitung durch die Baufirma Alfred Seiferth aus Lengenfeld in Zeitverzug geraten, so dass auch die Beschäftigten der Grube in die Bauarbeiten einbezogen wurden.
Im Januar 1939 gingen die Anlage zur Erzklaubung an der Grube und die Aufbereitung in einer ehemaligen Sandgrube am Plohnbach im Ortsteil Waldkirchen in Betrieb. Der Grubenbetrieb wurde wieder aufgenommen und bis Jahresende mit 68 Beschäftigten 7917 t Erz gefördert. Der Transport der Erze zur Aufbereitung erfolgte mittels Traktor und Anhänger. In der Aufbereitung wurde das Erz nach erfolgter Mahlung nassmechanisch und anschließend durch elektromagnetische Scheidung aufbereitet.
Von 26.866 t Erz im Jahr 1940 stieg das Ausbringen auf 30.475 t Erz im Jahr 1941. Die Belegschaftsstärke betrug jetzt 147 Beschäftigte. Der Erztransport war angesichts dieser Erzmengen nicht mehr zeitgemäß und man begann im März 1942 mit der Planung einer 2750 Meter langen Seilbahn vom Schacht zur Aufbereitung. Die Baugenehmigung wurde am 28. Mai 1943 erteilt. Die als Einseilbahn konzipierte Bahn wurde von der Bleichert-Transportanlagen GmbH geliefert und aufgebaut. Im Januar 1944 ging sie in Betrieb. Die Bahn verfügte über 45 Gondeln mit einem Fassungsvermögen von je 250 kg.
Eine schon 1942 begonnene Erweiterung der Aufbereitungsanlage um eine Flotation konnte bis Kriegsende nicht fertig gestellt werden, da die benötigten Maschinen von der Firma Humboldt in Köln-Kalk nicht mehr rechtzeitig geliefert wurden.
Ab 1941/42 wurden auch Kriegsgefangene und ausländische Fremdarbeiter eingesetzt. 1944 wurden 80 belgische und französische Kriegsgefangene beschäftigt. Dazu kamen ca. 75 Ostarbeiter und 75 sowjetische Kriegsgefangene.
Am 6. Februar 1945 kam es zu einem Bombenangriff bei dem Rückflug amerikanischer Bomber von einem Großangriff auf Chemnitz. Bei diesem Notabwurf wurde ein Bauernhof zerstört. Weitere Bomben verfehlten die Aufbereitung und gingen auf umliegenden Feldern nieder.
Am 18. April marschierten amerikanische Truppen in Pechtelsgrün ein. Die Schachtanlagen sowie die Aufbereitung und zugehörige Gebäude und Anlagen wurden verwüstet oder zerstört.
Zum Kriegsende hatte der Schacht eine Teufe von 170 Metern erreicht und bei 150 Metern war die 3. Sohle angeschlagen worden. Von 1939 bis 1944 wurden 2835 t Wolframkonzentrat erzeugt. Beschäftigt waren am 9. April 1945 427 Arbeiter und 32 Angestellte. Davon waren 130 deutsche Angestellte und Arbeiter, 35 französische Kriegsgefangene, 96 sowjetische Kriegsgefangene, 96 Ostarbeiter, 58 Italiener (ehemals Militärinternierte), 44 Gefangene aus dem Außenlager Lengenfeld des Konzentrationslagers Flossenbürg.

### Der Bergbau ab 1945
Im Mai 1945 wurden die Betriebsanlagen durch die verbliebenen Beschäftigten notdürftig instand gesetzt. Am 1. Juli 1945 zog die amerikanische Besatzungsmacht ihre Truppen ab. Am 2. Juli 1945 wurden sie durch sowjetische Truppen ersetzt.
Die rechtliche Lage der Gesellschaft ist unklar Am 23. Juli wurde der Betrieb wieder aufgenommen. Ab August 1945 unterzeichnet ein Dr. Hamann als Hauptingenieur des Betriebes. Ein im Mai 1945 gebildeter Aktionsausschuss übernahm im September 1945 die Treuhänderschaft über die Grube. Am 10. September wurde die Förderung und Aufbereitung wieder aufgenommen. Beschäftigt waren 118 Arbeiter und 14 Angestellte. Aus einem Brief der Gewerkschaft Vereinigung vom 18. September 1945 geht hervor, dass der Weiterbetrieb des Unternehmens nach dem Wegfall der Förderprämien unsicher ist. Am 8. Januar 1946 tauchen die A. Riebeck’sche Montanwerke Aktiengesellschaft im Zusammenhang mit der Begleichung ausstehender Zahlungen seitens der Gewerkschaft Vereinigung auf. Die Montanwerke als 100%ige Tochter der I.G. Farben ist wahrscheinlich Inhaber der 33 Kuxe der Gesellschaft. In einem Schreiben vom 9. Februar 1946 wird deutlich, das das Unternehmen von dem Treuhänder Hans Zacher geleitet wird. Am 7. März 1946 teilt Betriebsleiter Zacher die Liquidation der Gesellschaft mit. Ab April taucht der Firmenname Wolframitgrube Pechtelsgrün/Vgtl. auf. Ab Mai 1946 ist als Treuhänder Herr Höpner nachweisbar, der auch die Prokura besitzt. Aus einem Bericht vom 28. August 1946 der Grube an die Industrieverwaltung des Landratsamtes Auerbach geht hervor, dass die monatliche Produktion von 12 t Wolframkonzentrat als Reparationsleistung von der SMA verwaltet und in die Sowjetunion geliefert wurde. In einem Schreiben vom 13. Januar 1947 nennt sich das Unternehmen Gewerkschaft Vereinigung Pechtelsgrün i. V. Wahrscheinlich schon im November 1946 wurde die Aufbereitung unter sowjetische Verwaltung gestellt. Laut einer Notiz von Höpner arbeitete das Werk ab dem 6. Februar 1947 für die Feldpostnummer 27304. Dahinter verbirgt sich die Sächsischen Bergbauverwaltung des Ministeriums des Innern der UdSSR die unter dieser Feldpostnummer der Roten Armee agiert. Höpner tritt 1949 als Wirtschaftsleiter des Objektes 25 in Auerbach wieder in Erscheinung. Am 30. Mai 1947 wurde die Aufbereitung des Werkes auf Grundlage des Befehls Nr. 113 der SMA Sachsen in sowjetisches Eigentum überführt. Damit fand eine Trennung zwischen Aufbereitung und Grube statt. Nach Eintragung der Zweigniederlassung der Wismut AG in das Handelsregister in Aue am 2. Juli 1947, wurde die Aufbereitungsanlage unter der Bezeichnung Objekt 31 geführt. Die Wismut AG nutze aber noch bis 1950 die Klauberei auf dem Schachtgelände zur Vorsortierung der Uranerze. 1947 erhielt die Grube einen neuen Förderturm.
Im Jahr 1948 wurde die Grube Pechtelsgrün als Betriebsteil dem neu gegründeten VEB Wolframerz –Zschorlau zugeordnet. Bis zum 31. Dezember 1950 blieb die Grube aber selbständig und gehörte zur VVB Buntmetall Freiberg. Die Teufe der Grube hatte inzwischen 230 Meter erreicht und es wurden die Sohlen 180 Meter und 230 Meter angeschlagen. Zum 1. Januar 1951 wurden die Betriebe Zschorlau, Gottesberg und Pechtelsgrün zum VEB Wolfram-Zinnerz Rodewisch vereinigt.
1952 wurden die Betriebe der Hauptverwaltung Kali und Nichterzbergbau mit Sitz in Berlin unterstellt.
1954 erreichte die Teufe 300 Meter. Es wurde die Sohle 290 Meter angeschlagen. An der Vererzungsgrenze, 500 Meter nördlich des Schachtes, war ein Wetterüberhauen bis zur 290-Meter-Sohle aufgefahren worden.
1956 erfolgte die Umbenennung des VEB Wolfram-Zinnerz Rodewisch in VEB Wolfram-Zinnerz Pechtelsgrün. Sitz der Werksleitung war Pechtelsgrün. 1958 wurde die Hauptverwaltung Kali und Nichterzbergbau aufgelöst, und die VVB Nichteisen-Metallindustrie Eisleben gegründet. Der VEB Wolfram-Zinnerz Pechtelsgrün wurde der VVB zugeordnet.
Wie eng auch weiterhin die Verbindungen zwischen Grube und Aufbereitung war, wurde im Sommer 1959 sichtbar. Nach wochenlanger Trockenheit führte der Plohnbach fast kein Wasser mehr. Um den Wasserbedarf der Aufbereitung zu decken, wurde das Grubenwasser der Wolframitgrube genutzt.
1961 hatte der Schacht seine Endteufe bei 350 Metern erreicht und die Sohle 350 Meter wurde angeschlagen. Über einen Blindschacht von der 350-Meter-Sohle wurde eine Teufe von 420 Metern erreicht und bei 400 Metern die 400-Meter-Sohle angeschlagen.
Nach der Auflösung der VVB Nichteisen-Metallindustrie Eisleben im Jahr 1967 erfolgte die Bildung des VEB Vogtlandgruben Lengenfeld aus dem VEB Wolfram-Zinnerz Pechtelsgrün.
Sitz der Werksleitung war Lengenfeld.
Nach der vollständigen Auserzung der Lagerstätte wurde der Betrieb eingestellt. Die 230-Meter-Sohle hatte mit 1430 Metern die größte streichende Länge. Die 400-Meter-Sohle, als tiefste Sohle der Grube erreichte nur noch eine streichende Länge von 320 Metern. Abgebaut wurden zwischen 1939 und 1968 1.250.200 t Erz und daraus ca. 3200 t Wolfram erzeugt.

## Weitere Nutzung
Die Gebäude wurden 1971 von der damaligen LPG Göltzschtal in Lengenfeld übernommen. Hier wurde unter der Bezeichnung ZBE (Zwischenbetriebliche Einrichtung) Trockenwerk Pechtelsgrün ein landwirtschaftliches Trockenwerk aufgebaut.
Nach der Wende wurde das Unternehmen in Trockenwerk Pechtelsgrün e.G. umgewandelt. 1999 bestand der Plan hier ein Faserverarbeitungszentrum für nachwachsende Rohstoffe aufzubauen. Dieser Plan konnte allerdings nicht realisiert werden und das Werk musste den Betrieb einstellen.
Heute wird das Gelände offensichtlich als Erdstoffdeponie und Recyclinganlage genutzt. Ein Firmeneintrag ist nicht vorhanden. Die Wirtschaftsgebäude der Schachtanlage sind zu großen Teilen noch vorhanden.